# الضعفاء والمتروكين (للدارقطني)
كتاب الضعفاء والمتروكين هو كتاب من كتب الحديث يختص في الجرح والتعديل، ألفة الحافظ أبو الحسن الدارقطني الشافعي علي بن عمر بن أحمد بن مهدي(306 هـ - 385 هـ) ، وقد اختص المؤلف في ذكر الرواة الضعفاء والمتروكين فقط، حيث ذكر في كتابة 633 راوي، وقد قسم الكتاب إلى أجزاء تحوي أبواب مرتبة ترتيبا أبجديا.

## نبذة عن الكتاب
تأتي أهمية الكتاب أولا أن مؤلفه أحد أكبر المختصين في علم الحديث، وله كتب عدة في هذا الشأن، وبلغ فيه مرتبة عالية في زمانه. كما أن الكتاب ذكر فيه 631 ترجمة، ومن بينهم تراجم لم يذكرهم غيره من المصنفين في هذا الباب.

### سبب التأليف
كان المؤلف لا يريد أن يضع مصنفا في الضعفاء اكتفاء بكتاب الكامل في الضعفاء لابن عَديّ، إلا أن بعض تلامذته حاوروه في هذا الشأن حتى اقتنع برأيهم ووضع هذا المصنف المختصر.

### منهج المؤلف
سلك المؤلف في تراجم هذا الكتاب طريقة الاختصار وعدم إطالة النفس فيها إلا في تراجم محدودة، ويذكر في الترجمة العناصر الأساسية في الغالب، وهي: الاسم والنسب، والنسبة، واللقب والكنية، ويذكر بعضا من شيوخ الراوي وتلاميذه على سبيل الإيجاز، ويذكر بعض مروياته، وبيان حاله جرحا وتعديلا، وقد يذكر في بعض التراجم بعضا من أقارب الراوي ويبين حالهم.
وقد سرد التراجم مرتبة على حروف المعجم بالنسبة لاسم الراوي، ولم يراع ذلك في اسم الأب، فذكر الأسماء من حرف الألف إلى الياء، ثم ذكر الكنى غير مرتبة على الحروف. 

## مخطوطاته
- نسخة المكتبة الظاهرية كتبت في القرن السابع الهجري، كتبت بخط محمد بن إسماعيل بن أحمد المقدسي سنة 652 هـ. وهي نسخة تامة.
- نسخة أيا صوفيا، كتبت في القرن السابع الهجري، بخط رافع بن أبي محمد بن شافي. وهي نسخة تامة.
- نسخة المكتبة الظاهرية كتبت في القرن السابع الهجري. وهي نسخة مختصرة.[5]

## طبعاته
طبع الكتاب طبعات عدة، منها:
- فطبع بتحقيق عبد الرحيم قشقري ونشرته مجلة الجامعة الإسلامية بالمدينة المنورة (الأعداد: 59-60-63) عام 1403هـ - 1404هـ.
- طبع بتحقيق موفق عبد الله عبد القادر، ونشرته دار المعارف بالرياض عام 1404ه – 1984م ، والكتاب أصله رسالة ماجستير بجامعة الإمام محمد بن سعود الإسلامية، وقدم له دراسة وافية.
- طبع في دار الفاروق بالقاهرة بتحقيق محمد بن علي الأزهري.

## الاهتمام بالكتاب
تبرز عناية المختصين بهذا الكتاب من ناحيتين:
- الأولى: اعتناؤهم بسماعه وروايته، فقد رواه جماعة من كبار المختصين في هذا الفن، كالحسن بن محمد الجوهري (450هـ) وأبو بكر البرقاني (425هـ) وأبو ذر الهروي (434هـ).
- الناحية الثانية: إشارة المؤلفين في هذا المجال إلى هذا الكتاب، واستنادهم عليه، كما فعل الذهبي في ميزان الاعتدال، وفي المغني في الضعفاء، وابن حجر العسقلاني في تهذيب التهذيب.[6]